# 구 한일은행 강경지점
구 한일은행 강경지점(舊 韓一銀行 江景支店)는 대한민국 충청남도 논산시 강경읍에 있는 일제강점기의 건축물이다. 2007년 4월 30일 대한민국의 국가등록문화재 제324호로 지정되었다.

## 개요
1913년 붉은벽돌조로 신축된 건물로 4개의 그랜드 필라스터와 화강석을 이용한 독특한 형태의 주두(capital), 그리고 4개의 그랜드 필라스터를 엮어주는 엔타블러처를 통해 은행건물로서의 안전하고 굳건한 이미지를 표현하고 있다. 적절한 비례를 갖고 있는 입면과 벽돌 벽면에 화강석을 장식적으로 활용하는 등 매우 세련된 모습을 하고 있으며 잘 보존되어 있어 근대기 강경을 상징하는 건물이다.

시초는 1905년 자본금 50만환으로 설립된 한호농공은행 강경지점이다. 한일은행 강경지점은 국권침탈 이후인 1911년 9월 8일에 개점했으며, 1913년 11월 17일 현재의 위치로 신축 이전하였다. 연면적 188.76m2의 붉은 벽돌조의 단층 건물로 6·25전쟁 당시 폭격으로 지붕부분이 파괴되었으나 그 후 원형을 살려 일부를 복구하였다. 광복 이후에는 충청은행, 중앙독서실, 젓갈창고 등으로 사용되다가 논산시에 매입되어 2012년부터는 강경역사관으로 사용되고 있다. 강경역사관에서는 충청도의 3·1만세운동을 주동했던 강경의 인물들을 비롯해 강경의 역사와 문화의 흔적들을 살펴 볼 수 있으며, 은행시설로 활용됐을 당시 사용했던 금고도 직접 볼 수 있다. 구 한일은행 강경지점은 일제강점기 강경의 근대화 모습을 보여주는 대표적인 건물이다

## 참고 문헌
- 구 한일은행 강경지점 - 국가유산청 국가유산포털